# Marcus Nilson

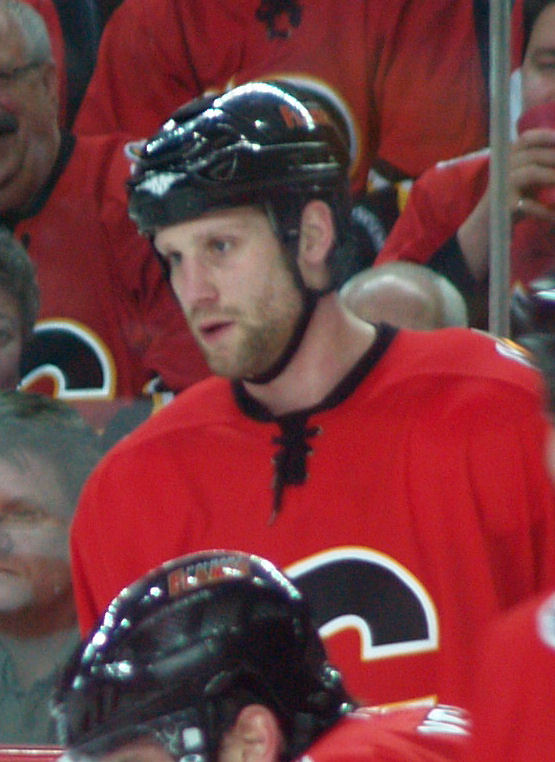
Marcus Nilson i Calgary Flames under Stanley Cup-slutspelet 2007.

Marcus Nilson, född 1 mars 1978 i Bålsta, är en svensk professionell ishockeyspelare som för närvarande har ett 2-årskontrakt med HV71.
 Hans moderklubb är Bålsta HC. Hans bror Patrik Nilson är även han ishockeyspelare.

## Karriär
Nilson började sin elitkarriär i Djurgårdens IF Hockey där han även spelat som junior. Inför säsongen 1998–99 flyttade han till USA och gjorde sin NHL-debut i Florida Panthers. Totalt spelade han 17 NHL-matcher under sina två första säsonger i ligan. Mesta tiden spelade han dock för olika farmarlag i AHL. 
Säsongen 2000–01 etablerade sig Nilson i NHL med en produktion på drygt 30 poäng per säsong. Efter ytterligare två säsonger i Florida Panthers ingick han i slutet på säsongen 2003–04 i ett byte mellan Florida Panthers och Calgary Flames. Florida fick ett andrarundsval i NHL-draften och Calgary fick Marcus Nilson. I slutspelet samma säsong gick Calgary till Stanley Cup-final. Nilson hade en viktig roll i lagets defensiva kedja och fick beröm för sitt uppoffrande spel.[källa behövs] Laget förlorade dock den jämna finalserien mot Tampa Bay Lightning. 
Säsongen 2004–05 var det lockout i NHL och ligan ställdes in. Nilson åkte tillbaka till Europa för att spela i Djurgårdens IF. På 48 matcher gjorde Nilson 39 poäng (17 mål, 22 assist). Djurgården nådde semifinal i slutspelet.
Därpå följande säsong var Nilson tillbaka i Calgary Flames i NHL men fick med tiden allt mindre speltid - tills han 2008 valde att flytta till KHL och spela för Lokomotiv Yaroslavl. Inför hösten 2009 skrev Nilson på ett ettårskontrakt med Djurgården där han under säsongen kom att vinna klubbens interna poängliga med totalt 51 poäng (24 mål, 27 assist) och dessutom förde klubben till SM-final.
10 september 2010 blev det officiellt att Nilson spelar med New Jersey Devils på ett så kallat try-out-kontrakt för att försöka ta en ordinarie plats i truppen vilket han misslyckades med och han skrev istället ett 4-årskontrakt med Djurgårdens IF.
Efter att Djurgårdens IF åkt ur Elitserien säsongen 2011–12 hade Djurgården inte råd att ha kvar Nilson för den tidigare lönen. Förhandlingar gjordes men båda parter kunde inte enas om en slutgiltig siffra. Därför följde Nilson inte med laget ner till HockeyAllsvenskan utan gick istället till HV71 där han skrev på för två säsonger.
12 januari 2015 återvände Marcus Nilson något oväntat till Djurgården efter att ha fått begränsat med speltid i HV71.
Och han kom tillbaka till Bålsta HC och nu är han tränare för Bålstas team 07 lag den 23 augusti 2016.